# Nicolai Brock-Madsen
Nicolai Brock-Madsen (Randers, 9 gennaio 1993) è un ex calciatore danese, di ruolo attaccante.

## Caratteristiche tecniche
Punta centrale dotata di una stazza imponente, pecca nella freddezza sotto porta ma si rivela prezioso nelle sponde, nei duelli aerei e nel difendere palla. La sua carriera è stata continuamente condizionata da infortuni.

## Carriera

### Nazionale
Debutta con la nazionale Under-21 durante le qualificazioni agli europei di categoria.